# Associazione Sportiva Multedo 1930
L'Associazione Sportiva Multedo 1930 è una società polisportiva del quartiere genovese di Multedo.
È attiva in diverse discipline sportive: calcio, canottaggio, nuoto, pallavolo, pesca sportiva, tennis, cicloturismo.
Storicamente ha ottenuto notevoli risultati la sezione pallavolo, giunta seconda nel campionato italiano di serie A maschile nelle stagioni 1952 e 1953.
La squadra di calcio maschile, dopo essere passata in soli tre anni dalla Prima alla Terza Categoria, nella stagione 2009-2010 ha vinto il proprio girone, tornando così dopo solo un anno in Seconda Categoria; milita attualmente in Prima Categoria.